# Dryopteris gorgonea
Dryopteris gorgonea är en träjonväxtart som beskrevs av J. P. Roux. Dryopteris gorgonea ingår i släktet Dryopteris och familjen Dryopteridaceae. Inga underarter finns listade.